# 迪斯特拉克申贝
迪斯特拉克申贝（Destruction Bay，意譯為破壞灣）是位於加拿大育空地区阿拉斯加公路和克盧恩湖附近的一个社区。當地居民多为非原住民。1942至1943年阿拉斯加公路建设期间军方在公路工地附近搭建的建筑被风吹倒，社區的名字Destruction（破壞）正來自於此。

## 外部鏈接
- Community Profile
- The Canadian Encyclopedia
- Hotels on Yellow Pages （页面存档备份，存于）
- MapQuest[永久]
- AccuWeather （页面存档备份，存于）
- RV Park Reviews